# Nekrolog 1829
Nekrolog
◄◄
| ◄
| 1825
| 1826
| 1827
| 1828
| 1829 | 1830 | 1831 | 1832 | 1833 | ► | ►►
Weitere Ereignisse | Allgemeiner Nekrolog 1829
Die Beschreibung der verstorbenen Person sollte so kurz wie möglich gehalten sein und nur deren signifikante Tätigkeit(en) enthalten.
Neue Namen ggf. auch unter dem Geburts- und Sterbedatum, also etwa unter 1. Januar und im Geburts- und Sterbejahr (2024) eintragen (nur bei entsprechender großer Wichtigkeit). Für Beispiele siehe die schon vorhandenen Artikel.
Außerdem über die fünf zuletzt Verstorbenen, zu denen es einen ausreichend guten Artikel für eine Präsentation auf der Hauptseite gibt, nach der todesbedingten Überarbeitung der Artikel ggf. auch unter Wikipedia Diskussion:Hauptseite informieren und sie am besten auch in den anderen Wikipedia-Sprachversionen eintragen. Tipp: Regelmäßig bei news.google.de nach „ist tot“, „gestorben“ oder „verstorben“ suchen.
Wenn eine Person gestorben ist, gibt es viele Seiten zu dieser Person in der Wikipedia, die davon auch betroffen sind und entsprechend aktualisiert werden müssen. Beispiele: Namenübersichtsseite, Geburtsjahr, Geburtsort-Seiten und viele mehr.
Wie finde ich die betroffenen Seiten?
Im Suchfeld auf der linken Seite gibt man den Suchbegriff so ein: „Vorname Nachname“. Dann klickt man auf Volltext und alle Seiten mit entsprechendem Suchtext werden aufgerufen. Hier sieht man dann schnell, wo auch das Todesjahr Sinn macht oder sogar ein Teil des Artikels angepasst werden muss. Auch hilft das „Werkzeug“ auf der linken Seite sehr gut, um solche Seiten aufzufinden: „Links auf diese Seite“. Somit ist die Wikipedia wieder aktuell in allen Bereichen! Hinweis: bei Eintragung der Kategorie „Gestorben JAHR“ wird der Missbrauchsfilter 49 ausgelöst, was jedoch nicht schlimm ist. Siehe: Spezial:Missbrauchsfilter/49
Dies ist eine Liste von im Jahr 1829 verstorbenen bekannten Persönlichkeiten. Die Einträge erfolgen innerhalb der einzelnen Daten alphabetisch sortiert. Tiere sind im Nekrolog für Tiere zu finden.

## Januar
| Tag        | Name                                   | Beruf, bekannt als                                                                               | Alter | Beleg |
| ---------- | -------------------------------------- | ------------------------------------------------------------------------------------------------ | ----- | ----- |
| 1. Januar  | Pedro Blanco Soto                      | bolivianischer Politiker                                                                         | 33    |       |
| 1. Januar  | Franz Joseph Weinzierl                 | römisch-katholischer Geistlicher                                                                 | 51    |       |
| 2. Januar  | Christian Gottlieb von Arndt           | deutscher Historiker und Philologe                                                               | 85    |       |
| 2. Januar  | Louis-Simon Auger                      | Literarhistoriker                                                                                | 56    |       |
| 2. Januar  | Melchiorre Gioja                       | italienischer Philosoph und Nationalökonom                                                       | 61    |       |
| 2. Januar  | Joachim Kaczkowski                     | polnischer Komponist                                                                             |       |       |
| 6. Januar  | Josef Dobrovský                        | tschechischer Philologe, Slawist und Theologe                                                    | 75    |       |
| 6. Januar  | Louis Gerverot                         | französischer Unternehmer und Porzellanmaler                                                     | 81    |       |
| 8. Januar  | Franz Vorster                          | Schweizer Regierungsrat                                                                          | 60    |       |
| 9. Januar  | Friedrich Christian Boock              | dänischer Jurist und Gutsbesitzer                                                                | 61    |       |
| 9. Januar  | Joseph Ulrich Danhauser                | österreichischer Unternehmer (Möbelfabrikant)                                                    | 48    |       |
| 9. Januar  | Francesco Maria Fenzi                  | römisch-katholischer Erzbischof von Korfu und Lateinischer Patriarch von Jerusalem               | 90    |       |
| 10. Januar | Konrad Frohn                           | bayerischer Landtagsabgeordneter und deutscher Nationalökonom                                    | 76    |       |
| 10. Januar | Carl Friedrich Heinze                  | deutscher Beamter und Hofrat                                                                     | 40    |       |
| 10. Januar | Anton Wilhelm Strack                   | deutscher Maler und Kupferstecher                                                                | 70    |       |
| 12. Januar | Michael Gotthard Fischer               | deutscher Komponist und Organist                                                                 | 55    |       |
| 12. Januar | Friedrich Schlegel                     | deutscher Kulturphilosoph, Kritiker, Literaturhistoriker und Übersetzer                          | 56    |       |
| 12. Januar | Mikiel Anton Vassalli                  | maltesischer Schriftsteller, Sprachwissenschaftler und Philosoph                                 | 64    |       |
| 13. Januar | Iwan Simonis                           | Billardtuchfabrikant und Initiator der europäischen Festlandindustrialisierung 1799              | 60    |       |
| 13. Januar | Hélie Charles de Talleyrand-Périgord   | französischer Adliger und Militär                                                                | 74    |       |
| 14. Januar | Henry Ashley                           | US-amerikanischer Jurist und Politiker                                                           | 50    |       |
| 15. Januar | Heinrich Julius Friedrich von Schrader | deutscher Jurist                                                                                 | 64    |       |
| 17. Januar | Adam Müller von Nitterdorf             | deutscher Philosoph, Diplomat, Publizist und Staatstheoretiker                                   | 49    |       |
| 17. Januar | Karl Christian Reisig                  | deutscher Klassischer Philologe                                                                  | 36    |       |
| 18. Januar | Benjamin Geithner                      | evangelischer Geistlicher                                                                        | 79    |       |
| 18. Januar | Georg Hassel                           | deutscher Geograph                                                                               | 58    |       |
| 18. Januar | Giovanni Francesco Marazzani Visconti  | italienischer Geistlicher                                                                        | 73    |       |
| 19. Januar | Otto Wilhelm von Quadt-Wykradt-Isny    | Graf im Heiligen Römischen Reich                                                                 | 70    |       |
| 20. Januar | Carl Joseph von Wrede                  | Beamter im Großherzogtum Hessen und Vertreter der römisch-katholischen Kirche in den Landständen |       |       |
| 21. Januar | Johann Heinrich Carstens               | deutscher evangelisch-lutherischer Geistlicher und Senior des Geistlichen Ministeriums in Lübeck | 90    |       |
| 21. Januar | Kamma Rahbek                           | dänische Salonnière                                                                              | 53    |       |
| 21. Januar | Ferdinand Ludwig von Zeppelin          | deutscher Diplomat und Politiker                                                                 | 56    |       |
| 23. Januar | Friedrich Heinrich Basse               | deutscher Apotheker und Physiker                                                                 | 56    |       |
| 24. Januar | Ottavio Assarotti                      | italienischer Theologe                                                                           | 75    |       |
| 24. Januar | Georg Wilhelm von Kirsch               | Hebraist, königlich-preußischer Hofrat und Rektor des Hofer Gymnasiums (1779–1795)               | 76    |       |
| 25. Januar | Clifton Clagett                        | US-amerikanischer Politiker                                                                      | 66    |       |
| 25. Januar | Francis Willis                         | US-amerikanischer Politiker                                                                      | 84    |       |
| 26. Januar | Anuvong                                | König des laotischen Königreiches Vientiane                                                      |       |       |
| 26. Januar | Heinrich Gottfried Bauer               | deutscher Jurist und Hochschullehrer                                                             | 44    |       |
| 27. Januar | Anton Dörfeldt                         | böhmisch-russischer Militärkapellmeister                                                         |       |       |
| 28. Januar | Ephraim Bateman                        | US-amerikanischer Politiker                                                                      | 48    |       |
| 28. Januar | Albrecht Ludwig Berblinger             | deutscher Schneider und Flugpionier des Muskelkraftflugs                                         | 58    |       |
| 28. Januar | William Burke                          | britischer Serienmörder                                                                          |       |       |
| 28. Januar | Thomas Tredgold                        | englischer Ingenieur                                                                             | 40    |       |
| 29. Januar | Paul de Barras                         | französischer Politiker und Mitglied des Direktoriums                                            | 73    |       |
| 29. Januar | Aloisius Fortis                        | Generaloberer der Societas Jesu (Jesuiten)                                                       | 80    |       |
| 29. Januar | Timothy Pickering                      | US-amerikanischer Politiker                                                                      | 83    |       |
| 30. Januar | Johann Friedrich Benade                | deutsch-sorbischer evangelischer Theologe und Pomologe                                           |       |       |
| 30. Januar | Friedrich Haug                         | deutscher Lieder- und Epigrammendichter                                                          | 67    |       |

## Februar
| Tag         | Name                                       | Beruf, bekannt als                                                          | Alter | Beleg |
| ----------- | ------------------------------------------ | --------------------------------------------------------------------------- | ----- | ----- |
| 1. Februar  | Johann Ludwig Völkel                       | deutscher Altphilologe und Archäologe                                       | 67    |       |
| 2. Februar  | Johann Adolph Heinlein                     | deutscher Jurist und Bürgermeister                                          |       |       |
| 2. Februar  | Wilhelm Christian Oettel                   | deutscher evangelischer Geistlicher und Pädagoge                            | 84    |       |
| 2. Februar  | Georg Hieronimus Bestelmeier               | deutscher Versand- und Großhändler                                          | 64    |       |
| 4. Februar  | Christian Gottfried Elben                  | deutscher Journalist, Gründer des Schwäbischen Merkurs                      | 74    |       |
| 7. Februar  | Johann Georg Graeff                        | deutscher Flötist und Komponist                                             |       |       |
| 7. Februar  | Johann Adam Schlesinger                    | deutscher Maler                                                             |       |       |
| 8. Februar  | Johann Heinrich Clasing                    | deutscher Pianist und Komponist                                             | 49    |       |
| 8. Februar  | Karl von Geusau                            | badischer Kriegsminister und Diplomat                                       | 87    |       |
| 10. Februar | Leo XII.                                   | Papst (1823–1829)                                                           | 68    |       |
| 11. Februar | Francis Egerton, 8. Earl of Bridgewater    | britischer Theologe und Adliger                                             | 72    |       |
| 11. Februar | Alexander Sergejewitsch Gribojedow         | russischer Diplomat und Dichter                                             | 34    |       |
| 12. Februar | Amelia Stewart, Marchioness of Londonderry | britische Adlige                                                            | 56    |       |
| 14. Februar | Karl Ludwig Wilhelm von Grolman            | Jurist                                                                      | 53    |       |
| 14. Februar | Karl Ludwig von Le Coq                     | deutscher Generalmajor und Kartograf                                        | 71    |       |
| 14. Februar | Christian Friedrich Schlosser              | deutscher Pädagoge und Publizist                                            | 46    |       |
| 16. Februar | François-Joseph Gossec                     | klassischer Komponist und Musiker                                           | 95    |       |
| 17. Februar | Michel Ange Bernard de Mangourit           | französischer diplomatischer Agent                                          | 76    |       |
| 18. Februar | Johann Georg Daniel Arnold                 | deutscher Jurist und Schriftsteller                                         | 49    |       |
| 18. Februar | Olfert Fischer                             | norwegisch-dänischer Seeoffizier                                            | 81    |       |
| 18. Februar | Jan Křtitel Kuchař                         | tschechischer Organist und Komponist                                        | 77    |       |
| 18. Februar | Hannah Minthorne Tompkins                  | US-amerikanische Second Lady                                                | 47    |       |
| 19. Februar | Christian August Thon                      | deutscher Jurist, Beamter und Politiker                                     | 74    |       |
| 20. Februar | Ausanius Detterle                          | österreichischer Zisterzienserabt                                           | 73    |       |
| 21. Februar | Kittur Chinnava                            | Königin von Kittur                                                          | 50    |       |
| 22. Februar | Johann Lang                                | badischer Staatsbeamter                                                     | 72    |       |
| 22. Februar | Adam Albert von Neipperg                   | österreichischer General und Staatsmann                                     | 53    |       |
| 24. Februar | Christian Gottlieb Berger                  | deutscher evangelischer Geistlicher                                         | 64    |       |
| 24. Februar | Jan Stefani                                | polnischer Komponist                                                        |       |       |
| 25. Februar | Giovanni Raimondo Torlonia                 | italienischer Bankier                                                       | 74    |       |
| 26. Februar | John Rea                                   | US-amerikanischer Politiker                                                 | 74    |       |
| 26. Februar | Friedrich Schamberger                      | deutscher Jurist                                                            | 40    |       |
| 27. Februar | Wolf Breidenbach                           | deutscher Bankier und Hofjude; gilt als Urheber der Ablösung des Leibzolles | 78    |       |
| 27. Februar | Anton Heinrich Dammert                     | deutscher Wasserbauingenieur                                                | 64    |       |
| 27. Februar | Ludwig August Emil Franz von Guionneau     | königlich preußischer Generalmajor und zuletzt Generalintendant der Armee   | 79    |       |
| 27. Februar | Charles-Michel de Salaberry                | kanadischer Soldat und Politiker                                            | 50    |       |
| 28. Februar | Lorenz Karsten                             | deutscher Ökonom und Agrarwissenschaftler                                   | 77    |       |

## März
| Tag      | Name                                            | Beruf, bekannt als                                                                                           | Alter | Beleg |
| -------- | ----------------------------------------------- | --- | ----- | ----- |
| 1. März  | Johann Friedrich VII. von Alvensleben           | preußischer Landrat und Gutsbesitzer                                                                         | 81    |       |
| 1. März  | Thomas Earnshaw                                 | englischer Uhrmacher                                                                                         | 80    |       |
| 2. März  | Karl Gottfried Hagen                            | deutscher Universalgelehrter                                                                                 | 79    |       |
| 2. März  | Josefa Ortiz de Domínguez                       | mexikanische Nationalheldin                                                                                  | 55    |       |
| 3. März  | Carl Friedrich Ulrich von Ahlefeldt             | Baron von Behn auf Ludwigsburg und Träger vom Grosskreuz des Danebrog-Ordens                                 | 78    |       |
| 4. März  | Franz Joseph Adolph Heinrich Schulze Pellengahr | deutscher Politiker und Landtagsabgeordneter                                                                 | 32    |       |
| 5. März  | John Adams                                      | Meuterer auf der Bounty; geistiger Gründervater der Pitcairner                                               | 62    |       |
| 5. März  | Friedrich Böcklin von Böcklinsau                | badischer Generalmajor                                                                                       | 61    |       |
| 5. März  | Joseph-François-Louis-Charles de Damas          | Oberst der Feldzüge in Amerika (1780 und 1781)                                                               | 70    |       |
| 7. März  | Giuseppe Sommariva                              | italienischer Geistlicher und Bischof von Modena                                                             | 67    |       |
| 9. März  | Johann Sebald Baumeister                        | deutscher Miniaturmaler und Zeichner                                                                         |       |       |
| 9. März  | Friedrich Wilhelm Ludwig von Beulwitz           | deutscher Jurist und Kanzler                                                                                 | 73    |       |
| 9. März  | Gabriel Thouin                                  | französischer Gartengestalter                                                                                |       |       |
| 11. März | Moritz Friedrich Wilhelm von Schwerin           | preußischer Offizier und Landrat                                                                             | 83    |       |
| 11. März | William H. Wells                                | US-amerikanischer Politiker (Föderalistische Partei)                                                         | 60    |       |
| 13. März | Martin Ernst von Styx                           | deutsch-baltischer Mediziner, Hochschullehrer sowie Rektor der Universität Dorpat (1813–1814)                | 69    |       |
| 14. März | Michael Stiehr                                  | deutscher Orgelbauer                                                                                         | 78    |       |
| 15. März | Lorenz von Westenrieder                         | deutscher Historiker und Schriftsteller                                                                      | 80    |       |
| 16. März | Abraham Frowein                                 | Bürgermeister von Elberfeld 1807                                                                             | 63    |       |
| 17. März | Sophie Albertine von Schweden                   | Äbtissin des Stifts Quedlinburg                                                                              | 75    |       |
| 18. März | Alexandre de Lameth                             | französischer Soldat und Politiker                                                                           | 68    |       |
| 19. März | Albrecht Meckel                                 | deutscher Anatom und Gerichtsmediziner                                                                       |       |       |
| 19. März | John Tayler                                     | US-amerikanischer Politiker                                                                                  | 86    |       |
| 21. März | Theodor Christoph Grotrian                      | deutscher Generalsuperintendent, Pädagoge und Verleger                                                       | 73    |       |
| 21. März | Johann Rudolf Schnell                           | Schweizer Jurist                                                                                             | 61    |       |
| 21. März | Johannes Walch                                  | deutscher evangelischer Geistlicher und Pädagoge                                                             | 68    |       |
| 21. März | Windradyne                                      | Aborigine, kriegerischer Stammesführer                                                                       |       |       |
| 23. März | Robert Nares                                    | englischer Geistlicher und Philologe                                                                         | 75    |       |
| 23. März | Richard Anthony Salisbury                       | englischer Botaniker                                                                                         | 67    |       |
| 24. März | Jean-Baptiste Cavaignac                         | französischer General und Mitglied des Nationalkonvents                                                      | 67    |       |
| 24. März | Jean-Louis Demarne                              | französischer Maler und Radierer                                                                             | 77    |       |
| 26. März | Caroline von Humboldt                           | Tochter des preußischen Kammerpräsidenten Karl Friedrich von Dacheröden und Ehefrau von Wilhelm von Humboldt | 63    |       |
| 26. März | Peter von Loewenich                             | deutscher Fabrikant, Kaufmann und Politiker                                                                  | 73    |       |
| 26. März | Ludwig Philipp Christian von Türcke             | deutscher Jurist                                                                                             | 56    |       |
| 27. März | Jakob Crescenz Seydelmann                       | deutscher Maler                                                                                              |       |       |
| 28. März | Federico Rauch                                  | deutsch-argentinischer Offizier                                                                              | 38    |       |
| 28. März | Johann Baptist von Schiber                      | deutscher Jurist                                                                                             | 64    |       |
| 29. März | Thomas Harrison                                 | englischer Architekt und Ingenieur                                                                           |       |       |
| 29. März | Cornelio Saavedra                               | argentinischer Offizier und Politiker                                                                        | 69    |       |
| 31. März | Edward Augustus Holyoke                         | amerikanischer Arzt                                                                                          | 100   |       |
| 31. März | Friedrich Ludwig August Mayer                   | deutscher Komponist                                                                                          | 38    |       |

## April
| Tag       | Name                                       | Beruf, bekannt als                                            | Alter | Beleg |
| --------- | ------------------------------------------ | ------------------------------------------------------------- | ----- | ----- |
| 2. April  | Friedrich VI.                              | Landgraf von Hessen-Homburg                                   | 59    |       |
| 3. April  | Gotthilf Christoph Struensee               | Bankdirektor in Elbing und Besitzer des Privatgutes Cadinen   | 82    |       |
| 5. April  | Therese von Sternbach                      | Tiroler Freiheitskämpferin                                    | 53    |       |
| 6. April  | Niels Henrik Abel                          | norwegischer Mathematiker                                     | 26    |       |
| 9. April  | Wilhelm Heinrich von Besser                | preußischer Oberst und Kommandeur des Dragenerregiments Nr. 7 | 57    |       |
| 9. April  | Ezra C. Gross                              | US-amerikanischer Jurist und Politiker                        | 41    |       |
| 9. April  | Johann Tobias Turley                       | deutscher Orgelbauer                                          | 55    |       |
| 11. April | Johann Nepomuk Ernst von Harrach           | Kunstsammler, Humanist und Industrieller                      | 72    |       |
| 12. April | Félix Neff                                 | Schweizer evangelischer Wanderprediger                        | 31    |       |
| 14. April | Christian August Fischer                   | deutscher Schriftsteller                                      | 57    |       |
| 14. April | Timothy Matlack                            | US-amerikanischer Politiker                                   | 92    |       |
| 16. April | Vincenz von Kern                           | österreichischer Mediziner                                    | 69    |       |
| 17. April | Gerrit van Raalten                         | niederländischer Taxidermist und Zeichner                     | 31    |       |
| 18. April | Friedrich Casimir Elias Eichler von Auritz | deutscher Offizier                                            |       |       |
| 19. April | David Erskine, 11. Earl of Buchan          | schottischer Adeliger                                         | 86    |       |
| 19. April | Augustus Frederick Christopher Kollmann    | deutsch-britischer Organist und Komponist                     | 73    |       |
| 21. April | Samuel Gottlob Frisch                      | deutscher lutherischer Theologe                               | 63    |       |
| 23. April | Friedrich Ludwig von Schack                | preußischer Generalmajor                                      | 81    |       |
| 25. April | Claude Antoine de Béziade                  | französischer Militär und Politiker                           | 88    |       |
| 25. April | Hermann Mitterer                           | deutscher Zeichenlehrer                                       | 66    |       |
| 26. April | Johann Daniel Koch                         | deutscher Jurist und Hamburger Bürgermeister (1821–1829)      | 86    |       |
| 28. April | Carl Ludwig August von Benning             | deutscher Offizier                                            | 53    |       |
| 28. April | Veronika Gut                               | Unterstützerin des Nidwaldner Widerstandes                    | 71    |       |
| 29. April | Ludwig Wilhelm Alexander von Hövel         | badischer Staatsminister                                      | 82    |       |
| 29. April | Peter Kemenater                            | Tiroler Freiheitskämpfer                                      | 45    |       |
| 30. April | Johann Georg Otto                          | deutscher Beamter                                             | 85    |       |

## Mai
| Tag     | Name                                     | Beruf, bekannt als                                                                         | Alter | Beleg |
| ------- | ---------------------------------------- | ------------------------------------------------------------------------------------------ | ----- | ----- |
| 4. Mai  | Johann David Börner                      | französischer General                                                                      | 66    |       |
| 4. Mai  | Johann Gustav Gottlieb Büsching          | deutscher Archäologe, Germanist und Volkskundler                                           | 45    |       |
| 5. Mai  | Elijah H. Mills                          | US-amerikanischer Politiker (Föderalistische Partei)                                       | 52    |       |
| 6. Mai  | Peter Denoyelles                         | US-amerikanischer Politiker                                                                |       |       |
| 8. Mai  | Charles Abbot, 1. Baron Colchester       | britischer Politiker und Sprecher des Unterhauses                                          | 71    |       |
| 8. Mai  | Carl Ludwig August Bergius               | deutscher Beamter                                                                          | 45    |       |
| 8. Mai  | Mauro Giuliani                           | italienischer Gitarrist und Komponist                                                      | 47    |       |
| 9. Mai  | Johann Michael von Seuffert              | deutscher Jurist und Politiker                                                             | 64    |       |
| 10. Mai | Thomas Young                             | englischer Augenarzt und Physiker                                                          | 55    |       |
| 11. Mai | Pierre-Nicolas Legrand                   | französischer Maler und Zeichner                                                           | 71    |       |
| 12. Mai | Johann Gottlieb Brucker                  | deutscher Mediziner                                                                        | 59    |       |
| 12. Mai | Francesco Guadagnino                     | sizilianischer Maler des Klassizismus                                                      | 73    |       |
| 12. Mai | Max Josef Wagenbauer                     | deutscher Maler und Lithograph                                                             | 53    |       |
| 13. Mai | Wilhelm Friedrich von Meyern             | deutscher Schriftsteller, österreichischer Militär und Diplomat                            | 70    |       |
| 15. Mai | Heinrich Carl Alexander Hänlein          | deutscher Theologe                                                                         | 66    |       |
| 16. Mai | Luise Duttenhofer                        | deutsche Scherenschnittkünstlerin                                                          | 53    |       |
| 17. Mai | John Jay                                 | US-amerikanischer Politiker und Jurist                                                     | 83    |       |
| 18. Mai | Maria Josepha von Sachsen                | Königin von Spanien                                                                        | 25    |       |
| 19. Mai | George Harris, 1. Baron Harris           | britischer Offizier                                                                        | 83    |       |
| 19. Mai | Caroline Longhi                          | italienische Harfenistin und Pianistin                                                     |       |       |
| 21. Mai | Asaf Jah III.                            | Verschwendungssüchtiger Nizam des indischen Fürstenstaates Hyderabad (1803–1829)           | 60    |       |
| 21. Mai | Christoph Gottlieb Bogislav von Barnekow | preußischer Oberforstmeister und Gutsbesitzer                                              | 89    |       |
| 21. Mai | Peter I.                                 | Großherzog von Oldenburg                                                                   | 74    |       |
| 23. Mai | Heinrich Joseph Joesten                  | Jurist, Verwaltungsbeamter und Landrat                                                     | 65    |       |
| 23. Mai | Albrecht Schweppe                        | deutscher Rechtshistoriker und Instanzrichter                                              | 46    |       |
| 24. Mai | Johann Valentin Metz                     | deutscher katholischer Priester, Domkapitular, Dompropst und Generalvikar im Bistum Speyer | 83    |       |
| 25. Mai | Antonio Bagatella                        | italienischer Musiktheoretiker und Geigenbauer                                             | 74    |       |
| 25. Mai | José Santos Lombardo y Alvarado          | Präsident von Costa Rica                                                                   | 53    |       |
| 29. Mai | Humphry Davy                             | englischer Chemiker                                                                        | 50    |       |
| 30. Mai | Philibert Jean-Baptiste Curial           | französischer Divisionsgeneral der Infanterie                                              | 55    |       |
| 30. Mai | Heinrich Ludwig von Hünecken             | deutscher Offizier und Beamter                                                             | 61    |       |
| 30. Mai | Friedrich Jakob Koch                     | deutscher evangelischer Geistlicher                                                        | 60    |       |
| 31. Mai | Ludwig Aloys                             | deutscher Reichsfürst und General, Marschall von Frankreich, Statthalter von Galizien      | 63    |       |
| Mai     | John Cleves Symmes junior                | US-amerikanischer Verfechter der Theorie der hohlen Erde                                   |       |       |

## Juni
| Tag      | Name                                 | Beruf, bekannt als                                            | Alter | Beleg |
| -------- | ------------------------------------ | ------------------------------------------------------------- | ----- | ----- |
| 3. Juni  | Johann Jakob Hauer                   | Maler                                                         | 78    |       |
| 3. Juni  | Hugh William Williams                | schottischer Landschaftsmaler                                 |       |       |
| 5. Juni  | Johann Gottfried Richter             | deutscher Journalist und Übersetzer                           | 65    |       |
| 6. Juni  | Henry Dearborn                       | US-amerikanischer Arzt, Politiker und Offizier                | 78    |       |
| 6. Juni  | Shanawdithit                         | letzte Überlebende der Beothuk, Indianerstamm auf Neufundland |       |       |
| 9. Juni  | David A. Ogden                       | US-amerikanischer Jurist und Politiker                        | 59    |       |
| 11. Juni | Adolf Müllner                        | deutscher Schriftsteller                                      | 54    |       |
| 14. Juni | Matsudaira Sadanobu                  | Daimyō des japanischen Fürstentums Shirakawa                  | 70    |       |
| 15. Juni | Francis Buchanan-Hamilton            | schottischer Biologe und Entdecker                            | 67    |       |
| 15. Juni | Therese Huber                        | deutsche Schriftstellerin                                     | 65    |       |
| 17. Juni | Johann Sigmund Hitzelberger          | süddeutscher Bildhauer                                        |       |       |
| 17. Juni | Simon Wagner                         | deutscher Maler                                               | 29    |       |
| 21. Juni | Philipp Buttmann                     | deutscher Pädagoge und Mitglied der Berliner Aufklärung       | 64    |       |
| 21. Juni | Wilhelm Jury                         | deutscher Kupferstecher und Professor                         | 65    |       |
| 23. Juni | Carl Florian Goetz                   | deutscher Architekt und Stadtplaner                           | 65    |       |
| 24. Juni | Johann Simon Erhardt                 | deutscher Philosoph                                           | 53    |       |
| 24. Juni | Louis de Friant                      | französischer General der Napoleonischen Kriege               | 70    |       |
| 25. Juni | Joseph Bergler der Jüngere           | Maler, Hochschulrektor                                        | 76    |       |
| 25. Juni | Anna Christina Schröder              | deutsche Schauspielerin                                       | 73    |       |
| 26. Juni | Johann Heinrich Wilhelm Tischbein    | deutscher Maler                                               | 78    |       |
| 27. Juni | Johann Christian August Heyse        | deutscher Pädagoge, Grammatiker und Lexikograf                | 65    |       |
| 27. Juni | James Smithson                       | britischer Mineraloge und Chemiker                            |       |       |
| 28. Juni | Friedrich Josef Korntheuer           | österreichischer Bühnenschriftsteller und Schauspieler        | 50    |       |
| 28. Juni | Georg Wolfgang Franz Panzer          | deutscher Arzt, Botaniker und Entomologe                      | 74    |       |
| 29. Juni | Jacques-Alexis Thuriot de la Rozière | Politiker während der Französischen Revolution                | 76    |       |
| Juni     | Eleanor Charlotte Butler             | Ladies von Llangollen                                         | 90    |       |

## Juli
| Tag      | Name                                     | Beruf, bekannt als | Alter | Beleg |
| -------- | ---------------------------------------- | --- | ----- | ----- |
| 1. Juli  | Thomas Cooper                            | US-amerikanischer Politiker                                                                                           |       |       |
| 3. Juli  | Ferdinand Ludwig Christian von Schönberg | kursächsischer Amtshauptmann und Rittergutsbesitzer                                                                   | 78    |       |
| 5. Juli  | Carl Gotthold Claunigk                   | deutscher Orgelbauer                                                                                                  | 68    |       |
| 7. Juli  | Jakob Friedrich von Abel                 | deutscher Philosoph                                                                                                   | 78    |       |
| 8. Juli  | Abdullahi dan Fodio                      | islamischer Gelehrter, Emir von Gwandu                                                                                |       |       |
| 9. Juli  | Karl Werner von Ahlefeldt                | königlich dänischer Konferenzrat und Ritter des Dannebrog-Ordens                                                      |       |       |
| 10. Juli | Hannibal Marquis Sommariva               | österreichischer General                                                                                              | 74    |       |
| 10. Juli | Nathaniel Upham                          | US-amerikanischer Politiker                                                                                           | 55    |       |
| 14. Juli | Joseph Kreutzinger                       | österreichischer Maler                                                                                                | 72    |       |
| 14. Juli | Ferdinando Mattei                        | maltesischer römisch-katholischer Geistlicher, Bischof von Malta                                                      | 67    |       |
| 17. Juli | Charles Carnan Ridgely                   | US-amerikanischer Politiker                                                                                           | 68    |       |
| 19. Juli | Christian Fürchtegott Hollunder          | deutscher Metallurg                                                                                                   |       |       |
| 23. Juli | Wojciech Bogusławski                     | polnischer Schauspieler, Opernsänger, Schriftsteller, Übersetzer, Theaterregisseur und Gründer des Theaters in Kalisz | 72    |       |
| 24. Juli | Karl Eberhard von Wächter                | Jurist, württembergischer Beamter und Innenminister                                                                   | 70    |       |
| 26. Juli | Kilian Ponheimer der Jüngere             | österreichischer Maler und Kupferstecher                                                                              | 40    |       |
| 27. Juli | Carl Ludwig von Ballestrem               | deutscher Majoratherr und Montanindustrieller                                                                         | 73    |       |
| 28. Juli | Vicente Cervantes                        | spanischer Botaniker                                                                                                  |       |       |
| 29. Juli | Franz Christoph von Somnitz              | deutscher Gutsbesitzer und Landrat, Erbkämmerer von Hinterpommern                                                     | 87    |       |
| 31. Juli | Henry Chamberlain, 1. Baronet            | britischer Diplomat, Generalkonsul in Portugal und Charge d’Affaires in Brasilien                                     | 55    |       |

## August
| Tag        | Name                                      | Beruf, bekannt als                                               | Alter | Beleg |
| ---------- | ----------------------------------------- | ---------------------------------------------------------------- | ----- | ----- |
| 2. August  | Peter Kaufmann                            | Bildhauer                                                        | 65    |       |
| 4. August  | John Kershaw                              | US-amerikanischer Politiker                                      | 63    |       |
| 5. August  | Matthias Alexander Ecker                  | deutscher Chirurg und Geburtshelfer                              | 63    |       |
| 5. August  | Jacques-Laurent Gilly                     | französischer Divisionsgeneral                                   | 59    |       |
| 5. August  | Friederike Hauffe                         | Seherin von Prevorst, Patientin Justinus Kerners                 | 27    |       |
| 7. August  | Albert von Sack                           | deutscher Forschungsreisender                                    |       |       |
| 8. August  | Johann Zacharias Frey                     | polnischer Kupferstecher österreichischer Abstammung             | 60    |       |
| 9. August  | Edward Tiffin                             | US-amerikanischer Politiker, Gouverneur von Ohio                 | 63    |       |
| 10. August | Johann Gottfried Misler                   | deutscher Jurist und Diplomat                                    | 70    |       |
| 11. August | Joseph Maximilian Freiherr von Lütgendorf | deutscher Ballonfahrer und Luftfahrtpionier                      |       |       |
| 11. August | Giuseppe Perugini                         | italienischer Kurienbischof                                      | 69    |       |
| 12. August | Gabriel Ciscar y Ciscar                   | spanischer Gelehrter, Marineoffizier und Regent                  |       |       |
| 13. August | Philipp Jakob Becker                      | deutscher Maler                                                  | 66    |       |
| 15. August | Christian Gottlieb Scheidler              | deutscher Musiker und Komponist                                  | 81    |       |
| 16. August | Constantin Beyer                          | Chronist, Buchhändler und Tagebuchschreiber in Erfurt            | 67    |       |
| 16. August | Karl Gesenius                             | deutscher Jurist und Sammler                                     | 82    |       |
| 16. August | Carl Gotthelf Glaeser der Jüngere         | deutscher Komponist und Musikdirektor                            | 45    |       |
| 18. August | Maria Francisca Benedita von Portugal     | Infantin von Portugal und Brasilien sowie Prinzessin von Beira   | 83    |       |
| 23. August | Samuel Gottlob Auberlen                   | württembergischer Musiker und Liedkomponist                      | 70    |       |
| 23. August | Karl Haßloch                              | deutscher Sänger (Tenor), Komponist, Kapellmeister und Regisseur |       |       |
| 23. August | Johann Nepomuk von Wolf                   | deutscher Geistlicher, Bischof von Regensburg                    | 86    |       |
| 24. August | Louise Müller                             | deutsche Sängerin und Klavierlehrerin                            | 66    |       |
| 25. August | Espy Van Horne                            | US-amerikanischer Politiker                                      |       |       |
| 30. August | Gottlob Christian Friedrich Fischhaber    | deutscher Philosoph und Gymnasiallehrer                          | 50    |       |
| 30. August | Karl Aemilius von Werthern                | sächsischer Jurist, königlich-sächsischer Konferenzminister      | 55    |       |
| 31. August | Johann Heinrich Stobwasser                | deutscher Lackwarenfabrikant                                     | 88    |       |

## September
| Tag           | Name                                         | Beruf, bekannt als                                                                          | Alter | Beleg |
| ------------- | -------------------------------------------- | ------------------------------------------------------------------------------------------- | ----- | ----- |
| 2. September  | August Ferdinand von Brehmer                 | königlich preußischer Generalmajor und zuletzt Kommandeur des Kürassier-Regiments Nr. 12    | 86    |       |
| 2. September  | Benedikt Hacker                              | österreichischer Komponist und Musikverleger                                                | 60    |       |
| 2. September  | Johann Julius von Uslar                      | deutscher Forstwissenschaftler                                                              | 77    |       |
| 3. September  | Louis Dentzel                                | französischer Offizier und Generalmajor der griechischen Westarmee                          | 43    |       |
| 4. September  | Louis Fauche-Borel                           | Schweizer Buchdrucker und Buchhändler                                                       | 67    |       |
| 5. September  | Pierre Daru                                  | französischer Finanzmann, Dichter und Historiker                                            | 62    |       |
| 5. September  | Johann Christoph Haas                        | österreichischer Kunstmaler                                                                 | 75    |       |
| 5. September  | Roswell Hopkins                              | US-amerikanischer Politiker und Richter                                                     | 72    |       |
| 6. September  | Giuseppe Raddi                               | Florentiner Botaniker                                                                       | 59    |       |
| 9. September  | Pankraz Vorster                              | letzter Abt der Fürstabtei St. Gallen                                                       | 76    |       |
| 10. September | Christian Gottlieb Clostermeier              | deutscher Historiker, Archivar und Bibliothekar                                             | 77    |       |
| 12. September | Juan Ignacio Molina                          | chilenischer Priester und Naturforscher                                                     | 89    |       |
| 13. September | Christian Joseph Philipp Leimgardt           | deutscher Politiker, Bürgermeister von Essen                                                |       |       |
| 13. September | Anton Ernst Gottfried Eberhard von Schubaert | königlich preußischer Generalmajor und zuletzt Kommandeur des Kürassier-Regiments Nr. 6     | 84    |       |
| 15. September | Karl von Gersdorff                           | sächsischer Generalleutnant und Militärschriftsteller                                       | 64    |       |
| 18. September | Thomas Bayly                                 | US-amerikanischer Politiker                                                                 | 54    |       |
| 18. September | John Lefferts                                | US-amerikanischer Politiker                                                                 | 43    |       |
| 19. September | Friedrich von Manfredini                     | k.k. Staatsmann und Mäzen sowie Inhaber des Infanterie-Regiments No. 12                     | 86    |       |
| 22. September | Jes Bundsen                                  | Maler, Zeichner und Zeichenlehrer                                                           | 63    |       |
| 26. September | Gabriel Holmes                               | US-amerikanischer Politiker                                                                 |       |       |
| 26. September | Philippe Jean Pelletan                       | französischer Mediziner                                                                     | 82    |       |
| 26. September | Jean-Baptiste Rondelet                       | französischer Architekt                                                                     | 86    |       |
| 28. September | Nikolai Nikolajewitsch Rajewski              | russischer General der Kavallerie                                                           | 58    |       |
| 29. September | Anne Bannerman                               | britische Lyrikerin                                                                         | 63    |       |
| 29. September | Étienne Dumont                               | Schweizer Jurist und Politiker                                                              | 70    |       |
| 29. September | Karl Ehmann                                  | österreichischer Baumeister, Wiener Stadtbaumeister, fürstlich Esterházyscher Hofbaumeister | 52    |       |
| 29. September | Karl August Weinhold                         | deutscher Mediziner                                                                         | 46    |       |

## Oktober
| Tag         | Name                                               | Beruf, bekannt als                                                                                                 | Alter | Beleg |
| ----------- | -------------------------------------------------- | --- | ----- | ----- |
| 1. Oktober  | Karl Borromäus von Harrach zu Rohrau               | österreichischer Arzt und Humanist sowie Ehrenritter des Malteser-Ordens Komtur des deutschen Ordens               | 68    |       |
| 1. Oktober  | Caroline Ulrike Amalie von Sachsen-Coburg-Saalfeld | Prinzessin von Sachsen-Coburg-Saalfeld und Stiftsdame im Kaiserlich freien weltlichen Reichsstifts von Gandersheim | 75    |       |
| 2. Oktober  | Johann Wilhelm Süvern                              | preußischer Lehrer und Politiker                                                                                   | 54    |       |
| 2. Oktober  | Friedrich Ludwig von Tschirschky und Bögendorf     | königlich-sächsischer Landesbestallter                                                                             | 60    |       |
| 4. Oktober  | Friedrich Albrecht Gotthilf von Ende               | königlich preußischer Generalleutnant und zuletzt Kommandant von Köln                                              | 66    |       |
| 6. Oktober  | Pierre Derbigny                                    | US-amerikanischer Politiker                                                                                        | 60    |       |
| 8. Oktober  | Patrick Kelly                                      | irischer Geistlicher, Bischof von Waterford und Lismore                                                            | 50    |       |
| 8. Oktober  | Enoch Lincoln                                      | US-amerikanischer Politiker                                                                                        | 40    |       |
| 11. Oktober | Claus Frimann                                      | norwegischer Dichter                                                                                               | 83    |       |
| 12. Oktober | Karl Christian von Brockhausen                     | preußischer Diplomat                                                                                               | 62    |       |
| 12. Oktober | Jean-Baptiste Regnault                             | Maler | 74    |       |
| 14. Oktober | André-Daniel Laffon de Ladébat                     | französischer Finanzier, Politiker und Philanthrop                                                                 | 82    |       |
| 15. Oktober | George Dawe                                        | englischer Maler                                                                                                   | 48    |       |
| 16. Oktober | Johann Karl von Fichard                            | deutscher Historiker                                                                                               | 56    |       |
| 16. Oktober | Rudolf Gabriel Manuel                              | Schweizer | 80    |       |
| 16. Oktober | George James Robarts                               | britischer Politiker und Offizier                                                                                  |       |       |
| 18. Oktober | Samuel Ringgold                                    | US-amerikanischer Politiker                                                                                        | 59    |       |
| 22. Oktober | John Vernon Henry                                  | US-amerikanischer Jurist und Politiker                                                                             |       |       |
| 23. Oktober | Placidus Braun                                     | deutscher Benediktiner und Kirchenhistoriker                                                                       | 73    |       |
| 23. Oktober | Carl Gauermann                                     | österreichischer Maler                                                                                             | 25    |       |
| 24. Oktober | Luise Henriette Karoline von Hessen-Darmstadt      | Prinzessin von Hessen-Darmstadt, durch Heirat Großherzogin von Hessen und bei Rhein                                | 68    |       |
| 25. Oktober | Andreas Birch                                      | dänischer Theologe und Bischof                                                                                     | 70    |       |
| 26. Oktober | Carl Busse                                         | deutscher Autor, Pastor, Superintendent                                                                            | 57    |       |
| 28. Oktober | Hans Christoph Diederich Victor von Levetzow       | schleswig-holsteinischer Verwaltungsjurist in dänischen Diensten                                                   | 75    |       |
| 29. Oktober | Maria Anna Mozart                                  | Schwester von Wolfgang Amadeus Mozart, Komponistin, Wunderkind                                                     | 78    |       |
| 31. Oktober | Heinrich Wilhelm von Horn                          | preußischer Offizier, zuletzt Generalleutnant                                                                      | 67    |       |

## November
| Tag          | Name                               | Beruf, bekannt als                                                       | Alter    | Beleg |
| ------------ | ---------------------------------- | ------------------------------------------------------------------------ | -------- | ----- |
| 2. November  | Philip Reed                        | US-amerikanischer Politiker                                              |          |       |
| 3. November  | Johann Theodor Roscher             | deutscher Hütteninspektor                                                | 74       |       |
| 3. November  | Peter Swart                        | US-amerikanischer Politiker                                              | 77       |       |
| 6. November  | Johann Heinrich Friedrich Schütz   | deutscher Organist, Kantor, Pädagoge und Badeinspektor                   | ≈50      |       |
| 7. November  | Anna Riezler                       | deutsche Historien- und Bildnismalerin                                   | 31       |       |
| 9. November  | Jean-Xavier Lefèvre                | Schweizer Komponist und Musikpädagoge                                    | 66       |       |
| 9. November  | Carl Gustaf af Leopold             | schwedischer Dichter und Literat                                         | 73       |       |
| 9. November  | Alexander Bertram Joseph Minola    | deutscher Geistlicher, Gymnasiallehrer und Historiker                    | 70       |       |
| 12. November | Friedrich Gottlieb Süskind         | deutscher evangelisch-lutherischer Theologe                              | 62       |       |
| 12. November | Peleg Wadsworth                    | US-amerikanischer Politiker                                              | 81       |       |
| 13. November | Benjamin Edwards                   | US-amerikanischer Politiker                                              | 76       |       |
| 14. November | Maria Beatrice d’Este              | Herzogin von Massa und Carrara                                           | 79       |       |
| 14. November | Louis-Nicolas Vauquelin            | französischer Apotheker und Chemiker                                     | 66       |       |
| 15. November | Jakob Peter Gameter                | Schweizer Jurist und Schriftsteller                                      | 40       |       |
| 15. November | Giovanni Marchetti                 | italienischer Geistlicher, Theologe, Kirchenhistoriker und Kurienbischof | 76       |       |
| 15. November | Johann Pasquich                    | ungarisch-österreichischer Astronom und Mathematiker                     |          |       |
| 15. November | Joan Petit i Aguilar               | spanischer Katalanist und Grammatiker                                    | 76       |       |
| 16. November | Johann Nepomuk Biechele            | Stadtpfarrer in Karlsruhe und Freiburg                                   | 67       |       |
| 19. November | Federico Bencivenni                | italienischer Ordensgeistlicher und Bischof                              | 70       |       |
| 20. November | Karl von Kerssenbrock              | deutscher Geistlicher, Abt des Klosters Liesborn                         | 78       |       |
| 22. November | Gottlob Johann Christian Kunth     | deutscher Pädagoge und Politiker                                         | 72       |       |
| 23. November | Gaudentius Andreas Dunkler         | österreichischer katholischer Theologe                                   | 83       |       |
| 23. November | Philipp von der Leyen              | erster Fürst von der Leyen                                               | 63       |       |
| 23. November | Ritta und Christina Parodi         | siamesische Zwillinge                                                    | 8 Monate |       |
| 25. November | Therese von Artner                 | österreichische Schriftstellerin                                         | 57       |       |
| 26. November | Thomas Buck Reed                   | US-amerikanischer Politiker                                              | 42       |       |
| 26. November | Bushrod Washington                 | US-amerikanischer Jurist, Richter am US Supreme Court                    | 67       |       |
| 28. November | Peter Frommhold von Löwis of Menar | Agrarpolitiker, Hakenrichter                                             | 60       |       |

## Dezember
| Tag          | Name                                      | Beruf, bekannt als                                                                                                | Alter | Beleg |
| ------------ | ----------------------------------------- | --- | ----- | ----- |
| 1. Dezember  | Ignaz von Stürmer                         | österreichischer Diplomat und Orientalist                                                                         |       |       |
| 2. Dezember  | Johann Christoph Salfeld                  | evangelisch-lutherischer Theologe, Konsistorialdirektor und Abt im Kloster Loccum                                 | 79    |       |
| 3. Dezember  | Daniel Huber                              | Schweizer Mathematiker und Astronom an der Universität Basel, Rektor 1804                                         | 61    |       |
| 5. Dezember  | Friedrich Christian Rosenthal             | deutscher Anatom                                                                                                  | 49    |       |
| 5. Dezember  | James Sheafe                              | US-amerikanischer Politiker                                                                                       | 74    |       |
| 6. Dezember  | Curt Haubold von Einsiedel                | sächsischer Offizier                                                                                              | 37    |       |
| 6. Dezember  | Baltzar von Platen                        | deutsch-schwedischer Offizier und Reichstatthalter von Norwegen                                                   | 63    |       |
| 7. Dezember  | Jan Paweł Woronicz                        | polnischer Geistlicher, Bischof, Dichter und Politiker                                                            |       |       |
| 11. Dezember | Katharina Kest                            | Reichsgräfin von Ottweiler, Herzogin von Dillingen, Mätresse und Gemahlin von Fürst Ludwig von Nassau-Saarbrücken | 72    |       |
| 11. Dezember | Konrad von der Leithen                    | preußischer Verwaltungsbeamter und Landrat                                                                        | 57    |       |
| 11. Dezember | Heinrich Eduard Winter                    | deutscher Maler, Lithograf und Zeichenlehrer in Frankreich und München                                            |       |       |
| 12. Dezember | Friedrich Wilhelm August Bratring         | deutscher Historiker                                                                                              | 57    |       |
| 14. Dezember | George Ege                                | US-amerikanischer Politiker                                                                                       | 81    |       |
| 16. Dezember | William Anderson                          | US-amerikanischer Politiker                                                                                       |       |       |
| 16. Dezember | Anna Bunina                               | russische Dichterin und Übersetzerin                                                                              | 55    |       |
| 17. Dezember | Johann Theodor Stockmar                   | deutscher Münzmeister                                                                                             | 78    |       |
| 18. Dezember | Jean-Baptiste de Lamarck                  | französischer Botaniker und Zoologe                                                                               | 85    |       |
| 19. Dezember | Johann August Krafft                      | deutscher Maler und Radierer                                                                                      | 31    |       |
| 20. Dezember | Karl Friedrich von Geßler                 | preußischer Gesandter am Sächsischen Hof, Kammerherr, später Geheimer Finanzrat                                   |       |       |
| 21. Dezember | Johann August Jacobs                      | deutscher Philologe und Hochschullehrer                                                                           | 41    |       |
| 21. Dezember | Johann Wilhelm Körfgen                    | Generalsekretär des Département de la Roer (1804–1814)                                                            |       |       |
| 21. Dezember | Augustin Sulpiz Zen Ruffinen              | Bischof von Sitten                                                                                                | 64    |       |
| 22. Dezember | Tsuruya Namboku IV.                       | japanischer Kabuki-Autor                                                                                          |       |       |
| 27. Dezember | Hermann Friedrich Roeck                   | Kaufmann und Ratsherr der Hansestadt Lübeck                                                                       | 65    |       |
| 28. Dezember | Elizabeth Freeman                         | Unterstützerin der Abschaffung der Sklaverei in Massachusetts                                                     |       |       |
| 28. Dezember | Johann Wenzel Peter                       | österreichischer Tiermaler                                                                                        | 84    |       |
| 29. Dezember | Ernst von Grossi                          | deutscher Mediziner und Hochschullehrer                                                                           | 47    |       |
| 29. Dezember | Henriette Alexandrine von Nassau-Weilburg | Prinzessin von Nassau-Weilburg, Gattin Erzherzogs Karl von Österreich                                             | 32    |       |
| 29. Dezember | Ludwig Pfister                            | deutscher Kriminalist und Heidelberger Stadtdirektor                                                              |       |       |
| 29. Dezember | Edward Robbins                            | US-amerikanischer Politiker                                                                                       | 71    |       |
| 31. Dezember | Alphonse Rabbe                            | französischer Historiker, Journalist, Autor und Kritiker                                                          | 45    |       |
| Dezember     | John Parish                               | Hamburger Unternehmer                                                                                             | 87    |       |

## Datum unbekannt
| Tag | Name                                     | Beruf, bekannt als                                                                                                   | Alter | Beleg |
| --- | ---------------------------------------- | --- | ----- | ----- |
|     | William Black                            | englischer Arzt, Pharmakologe, Medizinhistoriker und Medizinstatistiker                                              |       |       |
|     | Matthieu-Frédéric Blasius                | französischer Violinist, Klarinettist, Dirigent und Komponist                                                        | ≈71   |       |
|     | Joseph Sebastian Felix Breitenauer       | Zeichner und Kupferstecher                                                                                           |       |       |
|     | Baltasar de Cisneros                     | spanischer Marine-Offizier und Vizekönig                                                                             |       |       |
|     | Franz Anton Cramer                       | Hofapotheker in Paderborn                                                                                            |       |       |
|     | Pierre Deval                             | französischer Generalkonsul in Algerien (1814–1827)                                                                  |       |       |
|     | Mahmud Schah Durrani                     | afghanischer Herrscher                                                                                               |       |       |
|     | Samuel Enderby                           | britischer Unternehmer, Händler und Besitzer des Walfangunternehmens Samuel Enderby & Sons in der zweiten Generation |       |       |
|     | George Engleheart                        | englischer Miniaturenmaler                                                                                           |       |       |
|     | David Stuart Erskine, 11. Earl of Buchan | schottischer Adeliger                                                                                                |       |       |
|     | Johann Heinrich Fritsch                  | deutscher Oberprediger und Superintendent                                                                            |       |       |
|     | Josef Gast                               | österreichischer Orgelbauer                                                                                          |       |       |
|     | Gabino Gaínza                            | spanischer Soldat, Präsident von Guatemala                                                                           |       |       |
|     | Raimondo Giovannini                      | italienischer römisch-katholischer Geistlicher, Zisterzienser, Abt und Generalabt                                    |       |       |
|     | Giambattista Giusti                      | italienischer Ingenieur und Übersetzer                                                                               |       |       |
|     | David Gordon                             | schottischer Erfinder                                                                                                |       |       |
|     | Thomas Heigl                             | deutscher Politiker und Gastwirt                                                                                     |       |       |
|     | Amalia Holst                             | preußische Pädagogin und Frauenrechtlerin                                                                            |       |       |
|     | Dominique Martin Méon                    | französischer Romanist und Mediävist                                                                                 |       |       |
|     | Joseph Mollet                            | französischer Mathematiker                                                                                           |       |       |
|     | Johann Nussbiegel                        | deutscher Zeichner und Kupferstecher                                                                                 |       |       |
|     | Jakob August Otto                        | deutscher Instrumentenmacher und Geigenbauer                                                                         |       |       |
|     | Lili Parthey                             | deutsche Tagebuchschreiberin                                                                                         |       |       |
|     | Józef Pawlikowski                        | polnischer jakobinischer Autor                                                                                       |       |       |
|     | Heinrich Andreas Poersch                 | Hofbaumeister |       |       |
|     | Sachal Sarmast                           | indischer Dichter und Philosoph des Landes Sind                                                                      |       |       |
|     | Friedrich Eduard Schulz                  | deutscher Philosoph und Orientalist                                                                                  |       |       |
|     | Jacques Tourniaire                       | französischer Kunstreiter und Menagerist                                                                             |       |       |
|     | Jakob Joseph Weidmann                    | Schweizer Kupferstecher und Holzschneider                                                                            |       |       |